# Zhou Mi
Zhou Mi (född 18 februari 1979) är en kinesisk idrottare som tog brons i badminton vid olympiska sommarspelen 2004.